# Medasina dissimilis
Medasina dissimilis là một loài bướm đêm trong họ Geometridae.